# Alignement des Pierres Frittes (Talma)
L'alignement des Pierres Frittes, dit menhirs de la propriété Talma, est un alignement mégalithique situé à Brunoy dans le département français de l'Essonne.

## Historique
L'alignement est représenté sur un vieux plan de 1480. Les menhirs appartenaient autrefois à la propriété Talma. Le deuxième et le troisième menhir sont respectivement dénommés « femme et fille de Loth ». Ils font l’objet d’un classement au titre des monuments historiques depuis 1889.

## Description
L'alignement est composé de trois menhirs, situés sur la rive gauche de l'Yerres à environ 100 m en amont du pont Perronet. Il est orienté selon un axe ouest-nord-ouest/est-sud-est.
Le premier menhir gît désormais dans la rivière depuis une date indéterminée. Seule sa face supérieure est visible durant les basses eaux. Elle comporte 71 cupules. Ses dimensions sont estimées à 4,40 m de longueur pour 2,85 m à 0,66 de largeur et 0,38 m d'épaisseur. Le deuxième menhir se dresse à 2,50 m du premier. C'est une dalle de 2,50 m de hauteur, d'une largeur variant entre 1,90 m et 1,10 m pour une épaisseur de 0,40 m à 0,82 m. Le troisième menhir, situé à 3 m du précédent, mesure 1 m de hauteur par 1,40 m de largeur, pour une épaisseur variant entre 0,20 m  et 0,80 m.
Un second alignement, appelé lui-aussi les Pierres Frittes, est situé à environ 750 m plus à l'est.

## Galerie

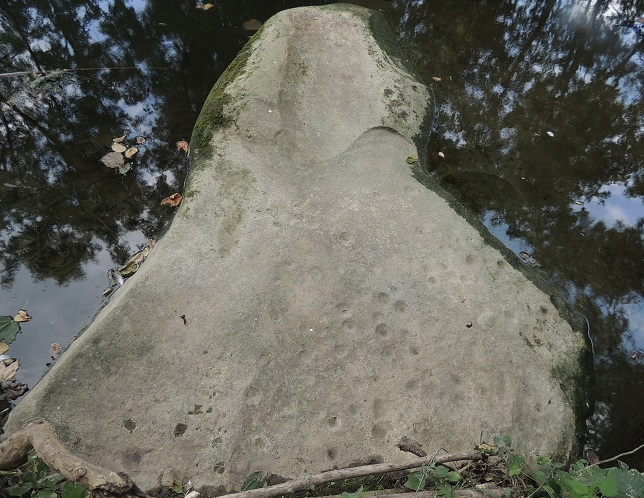
Menhir immergé
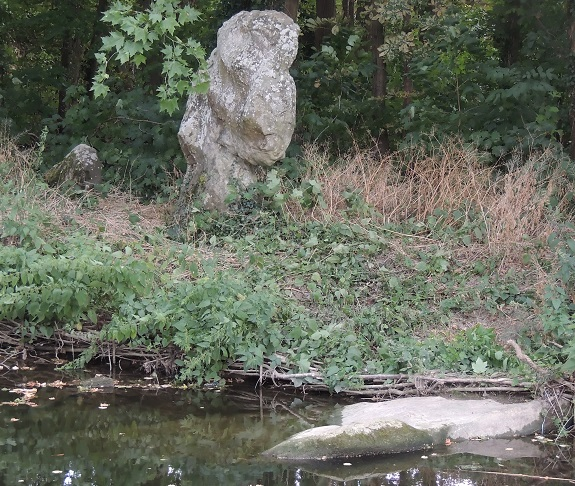
Alignement des 3 menhirs
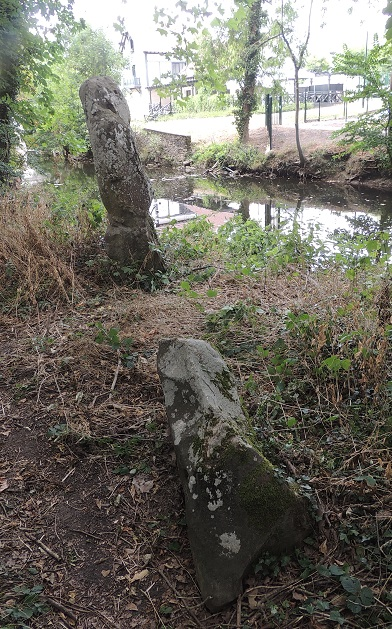
Alignement depuis la fille